# Afghanistans herrlandslag i fotboll
Afghanistans herrlandslag i fotboll är Afghanistans nationella fotbollslag för herrar och kontrolleras av Afghanistans fotbollsförbund. Förbundet grundades 1922 och anslöt sig till Fifa 1948 och AFC 1954. Laget spelar sina hemmamatcher i Ghazi National Olympic Stadium som byggdes under 1920-talet och har en kapacitet på över 25 000. Första landskampen slutar 0-0 hemma mot Iran den 25 augusti 1941.
Afghanistans bästa placering i en internationell turnering är som fyra i Asiatiska spelen 1951. I dag har laget en låg deltagandenivå i fotboll jämfört med andra länder och sporten uppmuntrades inte under Talibanregimen från 1996 till 2001. Från 1984 till 2003 spelade Afghanistan inga internationella matcher men har sedan rankats som 173 i FIFA:s världsranking.

## Världsmästerskap
- 1930 till 2002 - Deltog ej
- 2006 till 2018 - Kvalade inte in

2006 blev Afghanistans första kval. I förkvalet mötte man Turkmenistan. Bortamatchen som var den första förlorade man med 0-11. Returen blev mindre plågsam och slutade 0-2 till turkmenerna och man åkte ut. 2010 års förkval mötte man Syrien. Bortamatchen slutade 0-3, ännu en förlust för Afghanistan. I hemmamötet var man närmre seger men förlorade trots detta med 1-2. 2014 års kval mötte man Palestina. Första matchen hemma slutade dåligt med en 0-2-förlust, borta klarade man dock 1-1 men det räckte inte för att ta sig vidare.

## Asiatiska mästerskapet
- 1956 - Drog sig ur
- 1960 - Deltog ej
- 1964 - Deltog ej
- 1968 - Deltog ej
- 1972 - Deltog ej
- 1976 - Kvalade inte in
- 1980 - Kvalade inte in
- 1984 - Kvalade inte in
- 1988 - Deltog ej
- 1992 - Deltog ej
- 1996 - Deltog ej
- 2000 - Deltog ej
- 2004 - Kvalade inte in
- 2007 - Deltog ej
- 2011 - Kvalade inte in

## AFC Challenge Cup
- 2006 - Första omgången
- 2008 - Första omgången
- 2010 - Drog sig ur
- 2012 - Kvalade inte in

## Asiatiska spelen
- 1951 - 4:e plats
- 1954 - Första omgången
- 1958 - Deltog ej
- 1962 - Deltog ej
- 1966 - Deltog ej
- 1970 - Deltog ej
- 1974 - Deltog ej
- 1978 - Deltog ej
- 1982 - Deltog ej
- 1986 - Deltog ej
- 1990 - Deltog ej
- 1994 - Deltog ej
- 1998 - Deltog ej
- 2002(1) - Första omgången
- 2006(1) - n/a

## South Asian Football Federation Gold Cup
- 1993 - Deltog ej
- 1995 - Deltog ej
- 1997 - Deltog ej
- 1999 - Deltog ej
- 2003 - Första omgången
- 2005 - Första omgången

Afghanistan noterade sin första seger i denna turnering 2003 med 2-1 över Sri Lanka.

## Sydasiatiska spelen
- 1984 - Deltog ej
- 1985 - Deltog ej
- 1987 - Deltog ej
- 1989 - Deltog ej
- 1991 - Deltog ej
- 1993 - Deltog ej
- 1995 - Deltog ej
- 1999 - Deltog ej
- 2004(2) - Första omgången
- 2006(2) - Första omgången